# برد ریدل
برد ریدل (انگلیسی: Brad Riddell؛ زادهٔ ۳۰ سپتامبر ۱۹۹۱) ورزشکار هنرهای رزمی ترکیبی اهل نیوزیلند است. وی از سال ۲۰۱۳ میلادی تاکنون مشغول فعالیت بوده‌است.